# Liste der mexikanischen Kinofilme 1937
Die Liste der mexikanischen Kinofilme des Jahres 1936 führt alle in diesem Jahr in Mexiko gedrehten Langfilme auf. Insgesamt gab es in diesem Jahr 37 mexikanische Produktionen. Die in dieser Liste aufgeführten Informationen basieren auf David E. Wilts Buch „The Mexican Filmography 1916 through 2001“, der die vollständigste Filmographie für Mexiko vorgelegt hat.

## Legende
- Titel: Nennt soweit vorhanden den offiziellen deutschen Filmtitel, andernfalls den spanischen Originaltitel.
- Regisseur: Nennt den Regisseur oder die Regisseure des Films.
- Genre: Nennt die Genrezuordnung.
- Darsteller: Nennt drei Hauptdarsteller.
- Besonderheiten: Führt Besonderheiten und Hintergründe zum Film auf.

## Filmliste
| Titel                       | Regisseur                 | Genre                       | Darsteller                                              | Besonderheiten |
| --------------------------- | ------------------------- | --------------------------- | ------------------------------------------------------- | --- |
| A la orilla de un palmar    | Raphael J. Sevilla        | Melodrama                   | Marina Tamayo Vicente Oroná Carlos Villatoro            | |
| Abnegación                  | Rafael E. Portas          | Melodrama                   | Virginia Fábregas Fernando Soler Vicente Oroná          | |
| La Adelita                  | Guillermo Hernández Gómez | Ranchera Melodrama          | Esther Fernández Leopoldo Ortín Pedro Armendáriz        | |
| Adiós Nicanor               | Rafael E. Portas          | Ranchera                    | Emilio Fernández Carmen Molina Ernesto Cortázar         | |
| Águila o sol                | Arcady Boytler            | Melodrama Filmkomödie       | Cantinflas Manuel Medel Margarita Mora                  | |
| Alarma                      | René Cardona              | Abenteuerfilm               | Jorge Vélez Yolanda Prida Alfredo del Diestro           | |
| Allá el rancho Chico        | René Cardona              | Ranchera                    | René Cardona Lucha María Ávila Ernesto Velázquez        | |
| Alma jarocha (Estudiantina) | Antonio Helú              | Filmkomödie                 | Leopoldo Ortín Margarita Mora Ramón Armengod            | |
| Almas rebeldes              | Alejandro Galindo         | Abenteuerfilm               | Rául de Anda Nancy Tores Eduardo Arozamena              | |
| Amapola del camino          | Juan Bustillo Oro         | Ranchera Melodrama          | Tito Guízar Andrea Palma Pedro Armendáriz               | |
| ¡Asi es mi tierra!          | Arcady Boytler            | Filmkomödie                 | Cantinflas Manuel Medel Antonio R. Frausto              | |
| Ave sin rumbo               | Roberto O’Quigley         | Melodrama                   | Andrea Palma Arturo de Córdova Carlos Villarias         | |
| Bajo el cielo de México     | Fernando de Fuentes       | Ranchera                    | Vilma Vidal Rafael Falcón Domingo Soler                 | |
| El bastardo                 | Ramón Peón                | Melodrama                   | Juan José Martínez Casado María Calvo María Luisa Zea   | |
| Canción del alma            | Chano Urueta              | Melodrama                   | Vilma Vidal Rafael Falcón Domingo Soler                 | |
| Las cuatro milpas           | Ramón Pereda              | Ranchera Filmdrama          | Ramón Pereda Adriana Lamar Lorenzo Barcelata            | Pereda drehte 1958 ein Remake des Films. Mit María Antonieta Pons spielte nach Lamar erneut seine Ehefrau die weibliche Hauptrolle.                         |
| La cuna vacía               | Miguel Zacarías           | Melodrama                   | René Cardona Lolita González Adela Jaloma               | |
| Diaz der Stierkämpfer       | Gabriel Soria             | Historienfilm               | Jesús Solórzano Consuelo Frank Leopoldo Ortín           | |
| El derecho y el deber       | Juan Orol                 | Melodrama                   | Consuelo Moreno Juan José Martínez Casado Juan Orol     | |
| Don Juan Tenorio            | René Cardona              | Melodrama Historienfilm     | René Cardona Gloria Morel Alberto Martí                 | Der Film war der erste Tonfilm unter Regie von Cardona. |
| Eterna mártir               | Juan Orol                 | Melodrama                   | Juan José Martínez Casado Consuelo Moreno Adria Delhort | |
| La gran cruz                | Raphael J. Sevilla        | Melodrama                   | Joaquín Busquets René Cardona Elena D’Orgaz             | |
| Guadalupe la chinaca        | Raphael J. Sevilla        | Historienfilm Abenteuerfilm | Leopoldo Ortín Marina Tamayo Vicente Oroná              | |
| La honradez es un estorbo   | Juan Bustillo Oro         | Filmkomödie Melodrama       | Leopoldo Ortín Gloria Morel Luis G. Barreiro            | |
| Huapango                    | Juan Bustillo Oro         | Filmkomödie Liebesfilm      | Gloria Morel Enrique Herrera Antonio R. Frausto         | Der Film wurde 1948 als Sólo Veracruz es bello erneut verfilmt.                                                                                             |
| Jalisco nunca pierde        | Chano Urueta              | Ranchera                    | Esperanza Baur Jorge Vélez Pedro Armendáriz             | |
| La Ilaga                    | Ramón Peón                | Melodrama                   | René Cardona Adria Delhort María Luisa Zea              | |
| La madrina del Diablo       | Ramón Peón                | Abenteuerfilm               | Jorge Negrete María Fernanda Ibáñez Consuelo Segarra    | |
| La mancha de sangre         | Adolfo Best Maugard       | Melodrama Kriminalfilm      | Stella Inda José Casal Manuel Dondé                     | Der Film wurde erst 1943 in geschnittener Fassung kommerziell ausgewertet. Er galt lange als verschollen, die derzeit bekannte Fassung ist 51 Minuten lang. |
| Mi candidato                | Chano Urueta              | Melodrama                   | Esther Fernández Pedro Armendáriz Domingo Soler         | |
| La mujer de nadie           | Adela Sequeyro            | Melodrama                   | Adela Sequeyro Mario Tenorio José Eduardo Pérez         | Es war der erste Tonfilm in Mexiko, bei dem eine Frau Regie führte.                                                                                         |
| No basta ser madre          | Ramón Peón                | Melodrama                   | Sra García Carlos Orellana Miguel Arenas                | |
| Noches de gloria            | Rolando Aguillar          | Melodrama                   | Esperanza Iris Alfredo del Diestro Magda Haller         | |
| La obligación de asesinar   | Antonio Helú              | Kriminalfilm                | Leopoldo Ortín Juan José Martínez Casado Alicia Ortíz   | |
| Ojos tapatios               | Boris Maicon              | Ranchera                    | Jorge Vélez Esther Fernández Emma Roldán                | |
| La paloma                   | Miguel Contreras Torres   | Historienfilm               | Medea de Novara Arturo de Córdova Alfredo del Diestro   | |
| Rapsodia mexicana           | Miguel Zacarías           | Liebesfilm Melodrama        | Lolita González Vincente Oroná Joaquin Coss             | |
| La zadunga                  | Fernando de Fuentes       | Liebesfilm                  | Lupe Vélez Rafael Falcón Arturo de Córdova              | |